# Ленола
Лѐнола (на италиански: Lenola) е малко градче и община в Централна Италия, провинция Латина, регион Лацио. Разположено е на 425 m надморска височина. Населението на общината е 4180 души (към 2010 г.).